# 九龍醫院護士學校
九龍醫院護士學校（英語：School of General Nursing, Kowloon Hospital，縮寫：英語：）曾經是香港其中的一間護士訓練學校，隸屬於醫院管理局，位於九龍何文田九龍醫院內。
主要開辦課程為社福界登記護士課程（EN），課程一般為期二年，共設五學期，包括實習及理論課，醫院管理局全數資助學費。九龍醫院更提供實習機會給予該護士學校學生。
醫管局管轄下提供護士訓練課程的護士學校包括伊利沙伯醫院普通科護士訓練學校及九龍醫院護士學校。2008年由於公立醫院護士不斷流失，醫管局在屯門醫院和明愛醫院重開護士學校。但九龍醫院護士學校已於2010年開辦最後一屆收生。

## 歷史
九龍醫院護士學校成立至今已有多年歷史，全新的九龍醫院護士學校成立於2004年，學校重新成立。

### 歷任校長

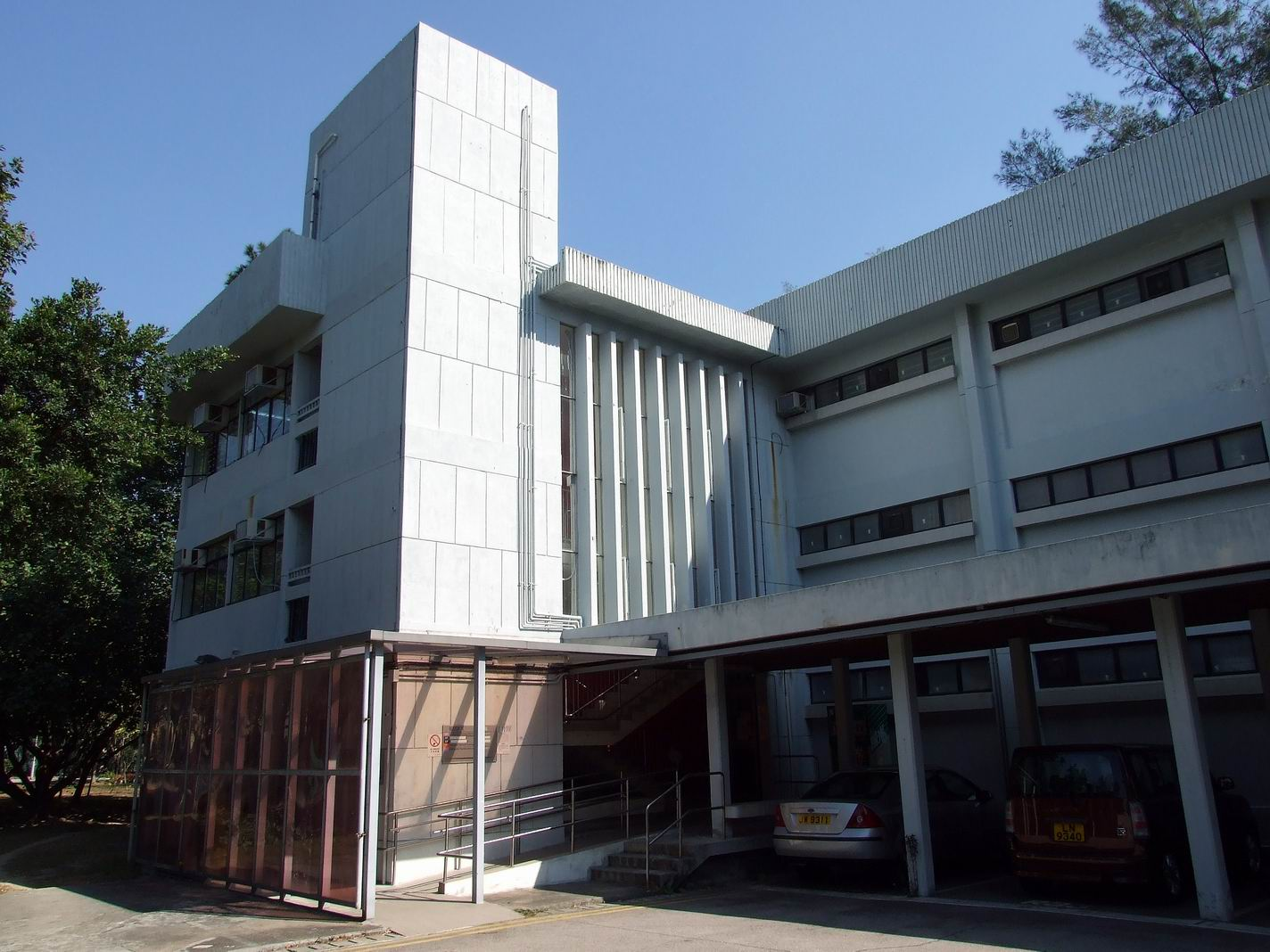
九龍醫院護士學校

九龍醫院護士學校榮譽校長（Hon. SP, School of General Nursing, KH）
- 黃瑞玲（Ms. Shirley Wong，2004至2008年）
- 張義雄（Mr. Vincent Cheung，Dep. SP 署理校長，2008年11月至12月）
- 吳慕賢（Dr. Tina NG，2008年12月29日至2010年6月），2010年6月後退任有關職務，有關校長頭銜取消，改由學術顧問一職處理學術、臨床一切事宜。

### 學術顧問
由2010年6月始，張義雄（Mr. Vincent Cheung, SNE）出任此職。

### 課程主任
護士主任／護士長（教育）, Nursing Officer（Ed），i/c KHSCH
- 張秀珍（Ms. Sarah Cheung）

## 校舍／設備
一般理論課在伊利沙伯醫院普通科護士訓練學校舉行，實習課將在各大醫院病房或安老院院舍進行。九龍醫院護士學校共有二個辦公室：
1. 九龍醫院S座1樓全層之教職員辦公室（總部），該校舍內設校務處、教師辦公室、小型圖書館、學生實習室等。
2. 伊利沙伯醫院普通科護士訓練學校

## 社福界登記護士課程
由社會福利署（安老服務）及醫管局聯合開辦的護士課程，主要由九龍醫院護士學校進行教授，課程一般為期二年，共設五學期，包括實習及理論課。
理論課設普通測驗、小組報告、反思習作及期終考試。實習試則在實習期間由學校導師及病房護士長（或資深護師）一同評分，以求公平，實習試包括派口服藥、無菌技術等。
此外，學校亦安排不少專業人士及部門進行演講最新資訊，也會有參觀活動，務求令學生對醫院及安老院舍有更深認識。

## 外部連結
- 九龍醫院護士學校校友會